# Jules-Marie Laure Maugüé
Jules-Marie Laure Maugüé (né à Nancy le 19 septembre 1869 et mort accidentellement à Paris le 29 août 1953) est un violoniste, compositeur et théoricien français.

## Biographie
Fils de Dominique Maugüé (1841-1924) et de Françoise Chardard (1838-1931), Jules-Marie Laure Maugüé étudie le solfège, l’écriture musicale, le piano et le violon au Conservatoire de Nancy. Admis premier au cours d’harmonie avec félicitation au Conservatoire national supérieur de musique et de danse de Paris en 1890, il y suit les cours d’écriture et de composition de Théodore Dubois et de Charles-Marie Widor, puis le cours d’histoire de la musique d’Albert Lavignac. Il remporte le concours de composition de la ville de Nancy, organisé par Guy Ropartz et présidé par Gabriel Fauré en 1897, avec sa première page orchestrale connue, Mélopée attique. Celle-ci est créée le 13 février 1898 salle Victor Poirel à Nancy sous la direction de Ropartz.
Maugüé épouse Charlotte Esther Émilie Blin (1877-1949) le 19 mars 1901. Charlotte Blin est une brillante élève de la célèbre cantatrice Gabrielle Krauss. De cette union naissent deux fils : Jacques (né en 1902) et le philosophe Jean Maugüé (1904-1990).
Entre 1902 et 1905, Jules-Marie Laure Maugüé est directeur de l’école de musique de Cambrai qu’il transforme en Conservatoire national. C’est toutefois en tant que violoniste à l’Orchestre Lamoureux et violoniste supplémentaire attaché à l’Opéra de Paris qu’il exerce au moins jusqu’à la Seconde Guerre mondiale.

## L'œuvre musicale
Si sa notoriété lui vaut une commande d’État le 4 janvier 1943 pour son poème symphonique Pan, il demeure essentiellement dans les mémoires pour les pièces de concours qu’il a composées pour le Conservatoire national supérieur de musique de Paris.
Son œuvre variée et abondante touche tous les genres musicaux : dix poèmes symphoniques sur des légendes qu’il rédige lui-même, douze pièces concertantes et plusieurs œuvres symphoniques, des mélodies, deux pages chorégraphiques et un acte dramatique, Le Sphinx sur un livret de Fernand Mysor. Pour son ami de toujours, George Chepfer, il arrange et harmonise une vingtaine de chansons populaires de Lorraine, dont certaines connaissent l'édition. Il écrit encore quelques textes théoriques restés inédits.
Le style musical de Jules-Marie Laure Maugüé est très personnel, mais ne cache pas non plus sa connaissance approfondie de la musique de César Franck, Claude Debussy, Emmanuel Chabrier, Paul Dukas, ainsi que celle de l’École russe contemporaine. La musique de Maugüé est régulièrement jouée aux concerts de la société des Concerts Lamoureux, à ceux des Concerts Walther Straram et des Concerts Colonne. Son Quatuor à cordes est particulièrement salué comme faisant « le plus grand honneur à l'école française moderne, tant par la solidité de sa facture que par la clarté et la puissance de son inspiration ». La musique de Maugüé, notamment appréciée par ses amis Maurice Ravel, Florent Schmitt et Louis Thirion, ainsi que par les chefs d’orchestre Camille Chevillard et Paul Paray est encore aujourd'hui peu connue, non seulement parce qu'elle reste majoritairement inédite, mais aussi probablement en raison de la personnalité timide et effacée du musicien : pour Florent Schmitt et Jean Maugüé, Jules-Marie Laure Maugüé fut victime de sa « discrétion presque exagérée » et de son caractère « rêveur et solitaire ».

## Distinctions
- Prix de composition de la ville de Nancy (1897)
- Prix biennal de la Fondation Alphonse de Rothschild pour l’ensemble de son œuvre (août 1916)
- Prix Trémont de l'Institut pour son œuvre symphonique[6] (mai 1934)
- Prix Chartier de l'Institut pour sa musique de chambre[7] (mai 1938)

## Œuvres
Partitions publiées
- Raoul Charbonnel, La Danse, comment on dansait, comment on danse. Technique, de Mme Berthe Bernay, professeur à l’Opéra. Notation musicale, de MM. Francis Casadesus et Jules Maugué. Illustrations de M. Valvérane. Paris, Garnier frères, éditeurs, [1899].
- Anciennes chansons populaires recueillies en Lorraine par M. George Chepfer, harmonisées par M. J.-M.-L. Maugüé. Chantées par Mme C. Mellot-Joubert et M. George Chepfer. Anthologie générale des chansons de France. Paris, A. Rouart-Lerolle et Cie, [1908].
- Nouvelles Chansons de la vieille Lorraine. Saynète de George Chepfer mêlée de chansons de l’auteur, mises en musique par J. M. L. Maugüé. Illustrations de Pierre Fève. Nancy, Imprimerie Royer, [1942].
- Cinq mélodies sur des poèmes de Fernand Mysor : Cantilène du cœur dolent ; Habanera triste ; Lento ; Pastourelle libertine ; Pourquoi ? Paris, G. Siéver, [1913]. Allègre, Lent et Scherzo, pour alto principal et orchestre. Réduction pour alto et piano, par l’auteur. Paris, Bruxelles, Henry Lemoine et Cie, 1927.
- Bucolique, pour clarinette si bémol et piano. Conservatoire national de musique de Paris, morceau de concours (1929) [recte 1930]. Paris, Lucien de Lacour, éditeur, 1929 [sic].
- Cantilène et danse, pour alto et piano. Paris, Henry Lemoine et Cie, 1928.
- Divertissements champêtres, pour basson et piano. Conservatoire national de musique de Paris, morceau de concours (1949). Paris, Lucien de Lacour, 1949.
- Lied et motif héroïque, pour trompette en ut et piano. Conservatoire national de musique de Paris, morceau de concours (1929). Paris, Lucien de Lacour, éditeur, 1929. Motifs forestiers, pour cor chromatique en Fa♮ et piano. Conservatoire national de musique de Paris. Morceau de concours (1944). Paris, Lucien de Lacour, éditeurs, 1944.
- Pastorale, pour hautbois et piano. Conservatoire national de musique de Paris. Morceau de concours (1933). Paris, Lucien de Lacour, éditeurs, 1933.
- Réflectibilités. Six pièces pour le piano. Paris, C. France, [1901-1902].
- Hyporchèmes. Suite d’orchestre. Paris, Evette et Schaeffer, éditeurs, 1922.

Écrits théoriques publiés
- « De la musique sous l’influence des milieux et des temps », Le Courrier de l’orchestre, 1re année, n° 2, 1er février 1902, pp. 3-4.
- « Examen de la conception musicale et des procédés particuliers aux trois grandes écoles modernes, d’Allemagne, de Russie et de France », Le Courrier de l’orchestre, 1re année, n° 3, 1er mars 1902, p. 2 ; 1re année, n° 4, 1er avril 1902, pp. 2-3 ; 1re année, n° 6, 1er juin 1902, p. 1.
- « Le Crépuscule des Dieux », Le Courrier de l’orchestre, 1re année, n° 7, 1er juillet 1902, pp. 4-5.

## Enregistrements
- Pastorale pour hautbois et piano, par Kurt Meier (hautbois) et Karl-Andreas Kolly (piano), dans Œuvres pour hautbois et piano, s.l., Pan classics, 1996 (B00004VJVA).
- Lied et motif héroïque, par Kristian Steenstrup (trompette) et Eriko Takezawa (piano), dans Capriccio, s.l., CdKlassisk, 2013 (B00BO2W6LY).
- Divertissements champêtres par Ryan Romine (basson) et Sangmi Lim (piano) dans Première, Lansing MI, Blue Griffin Recording Inc., 2013 (B00BRLX27Y).
- Quintette avec piano
- Quatuor à cordes
- Dextérité""
- Imprécision
- Classicisme
- Emphatique
- Teintes sylvestres